# Capo Mortola
Capo Mortola è un toponimo dato ad un promontorio roccioso con una superficie di 18 ettari, una volta coperto principalmente di ulivi, viti e agrumi. È situato sul mare, a pochi chilometri dalla Francia, nel comune ligure di Ventimiglia, in provincia di Imperia.
Questo toponimo deriverebbe della presenza arcaica del mirto su questo capo, attraversato dall'antica strada via Julia Augusta.
Dal 1867 il capo ospita i Giardini botanici Hanbury, dove sono acclimatate migliaia di piante provenienti da ogni parte del mondo.
La zona botanica continua anche nei fondali, presso capo Mortola, con un ambiente marino tra i più interessanti della Liguria, e dove è stata localizzata, da tempo, una sorgente di acqua dolce.